# Gerostraße 3 (Gernrode)

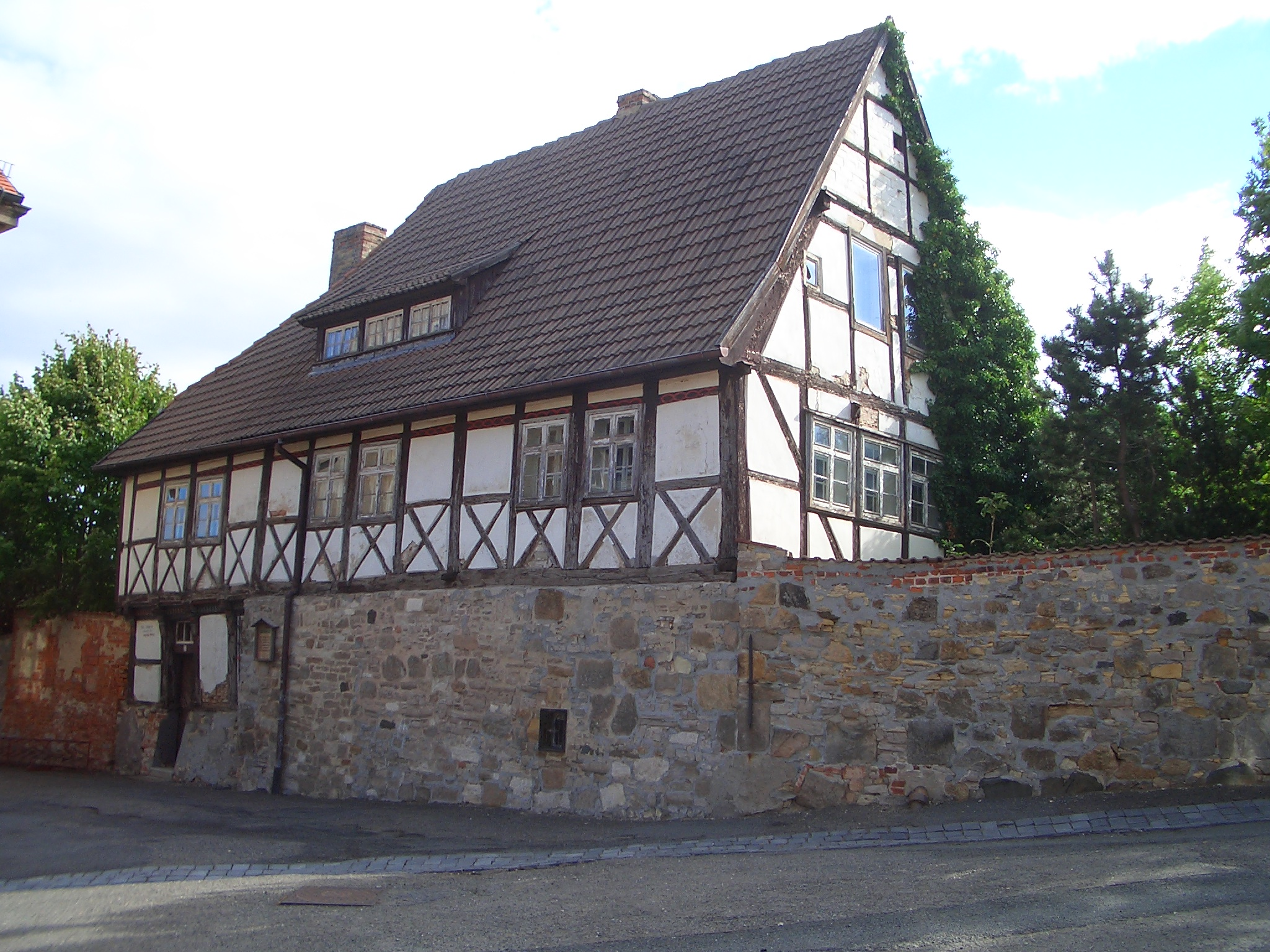
Haus Gerostraße 3 im Jahr 2008

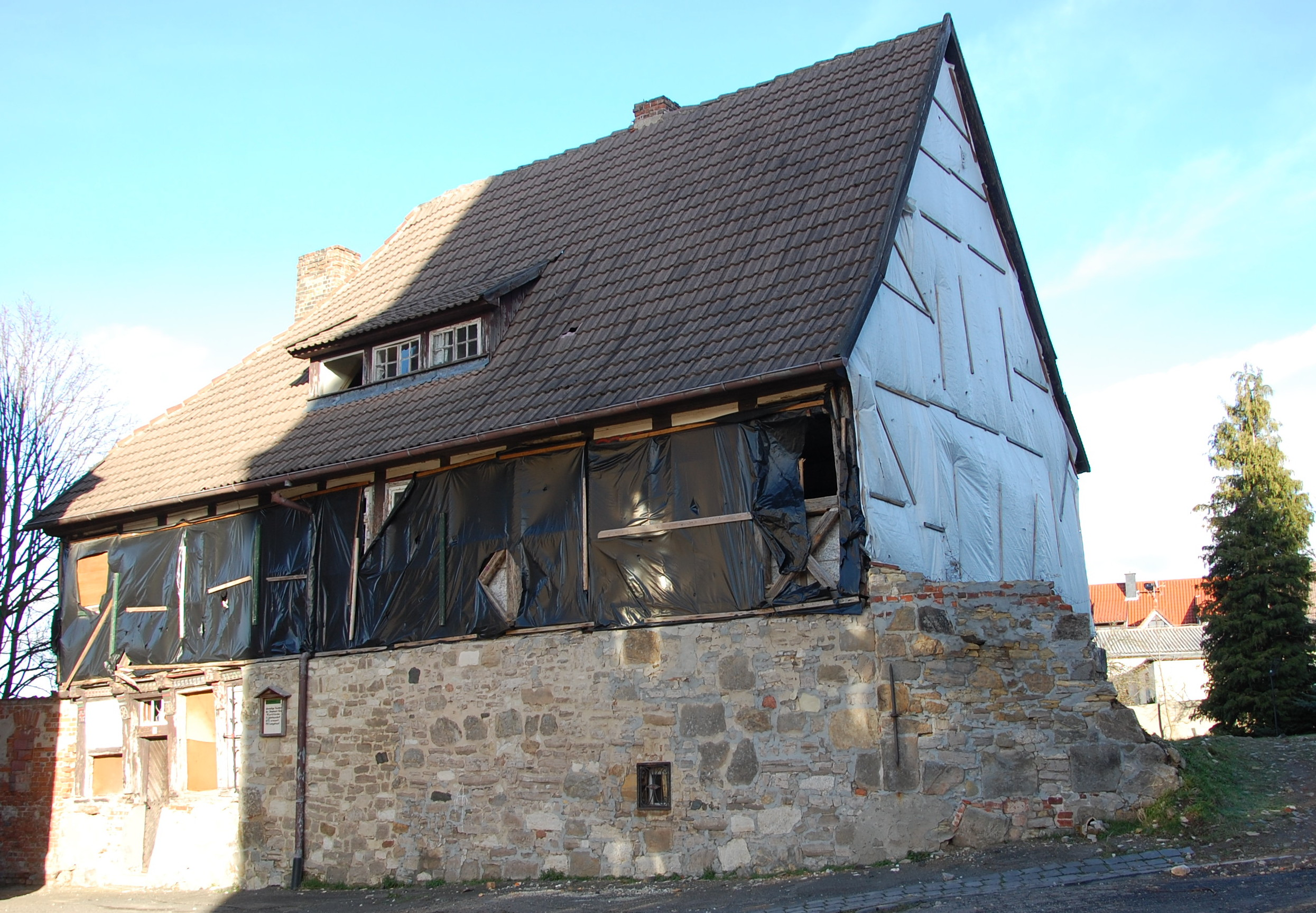
Zustand 2014

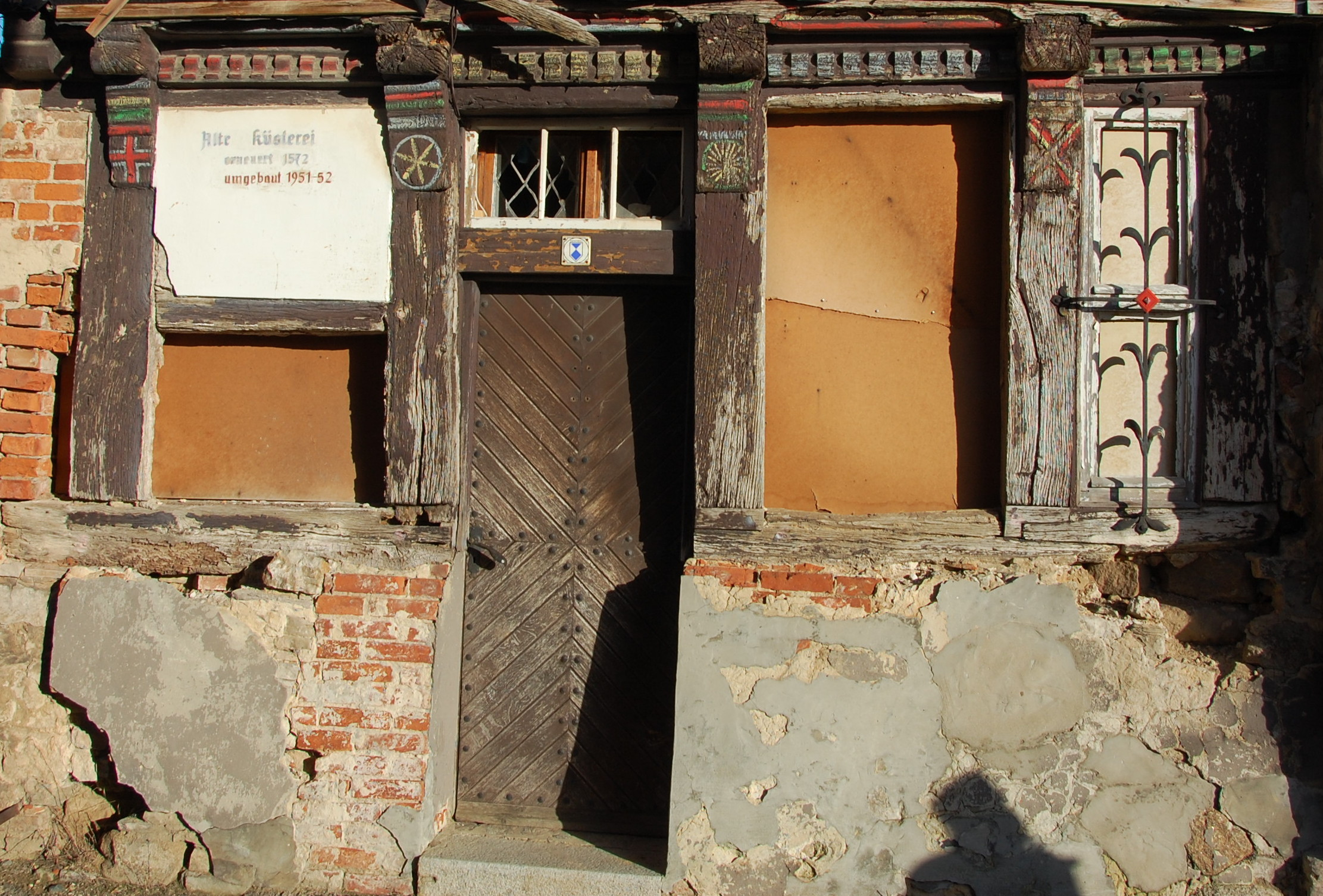
Detailaufnahme, 2014

Das Haus Gerostraße 3 ist ein denkmalgeschütztes Gebäude in der Stadt Quedlinburg in Sachsen-Anhalt gehörenden Ortsteil Stadt Gernrode.

## Lage
Das Gebäude befindet sich in der Gernröder Altstadt auf der Südseite der Gerostraße und ist im örtlichen Denkmalverzeichnis als Küsterhof eingetragen. Westlich des Hauses befindet sich die Sankt-Stephanus-Kirche.

## Architektur und Geschichte
Das zweigeschossige Fachwerkhaus gehört zu einem weiträumigen, ursprünglich vierseitigen Gehöft. Es diente als Küsterhof zur benachbarten Sankt-Stephanus-Kirche. Es entstand im Jahr 1571. Eine andere Angabe nennt das Jahr 1572. Die Fachwerkfassade ist mit profilierten Knaggen und Schiffskehlen und Konsolfries an der Stockschwelle verziert. Darüber hinaus bestehen in den Gefachen der Brüstung Andreaskreuze. Am Giebel finden sich überblattende Streben.
Das Grundstück verfügt über eine Einfriedung aus Bruchsteinen, die zum Teil auch als Außenmauer des Erdgeschosses dient. Es wird vermutet, dass diese Einfriedung bereits älterer Entstehungszeit ist. Auf der Ostseite wurde in der Zeit um 1700 ein Erweiterungsbau ebenfalls in Fachwerkbauweise angefügt, der als Oberpfarre und Wohnsitz des Oberfpfarrers diente. In den Eckgefachen des Fachwerks besteht die Fachwerkfigur des Halben Manns. Darüber hinaus ist die Stockschwelle profiliert. Aus dem ersten Viertel des 19. Jahrhunderts stammt eine im Stil des Klassizismus gestaltete Tür.
1863 wurde die Gartenmauer des Anwesens wegen eines Ausbaus eines Weges zur Straße zurückgesetzt.
Als letzter Pfarrer lebte im Jahr 1910 der Oberpfarrer P. Hummel auf dem Hof. 1951/1952 erfolgte eine Freilegung des Fachwerks und eine Sanierung des Hauses. Zugleich wurde eine, zu diesem Zeitpunkt als Kartoffelkeller genutzte romanische Krypta aus dem 10. oder 11. Jahrhundert freigelegt und restauriert, die bis 1470 Teil der von der Gemeinde genutzten Dorfkirche war. Die Krypta besteht aus einem auf vier Pfeilern ruhenden Kreuzgewölbe und stützt sich auf eine Mittelsäule und ähnelt der östlichen Krypta der Stiftskirche St. Cyriakus.
Das Anwesen diente ab 1951 als Erholungsheim der Evangelischen Landeskirche Anhalts, bis es 1998 geschlossen wurde. Am 18. Dezember 2008 wurde ein Vertrag zwischen der Stadt Gernrode und der in Bernburg ansässigen Kanzler von Pfau’sche Stiftung unterzeichnet, in welchem die Grundlagen für die Errichtung einer Seniorenwohnanlage vereinbart wurde, die auch den Bereich des Küsterhofes betraf. Im Februar 2011 begannen umfangreiche Abrissarbeiten, darunter auch Gebäude der Hofanlage. Die denkmalgeschützte Küsterei blieb jedoch erhalten. Bis zum 31. Dezember 2011 lautete die Adresse des Hauses Bergstraße 3. Derzeit (Stand 2014) steht das Gebäude leer und ist sanierungsbedürftig.
Anfang 2019 begannen erneute Arbeiten, um das Gebäude vor dem Einsturz zu sichern. Dabei wurde die Fassade von der mittlerweile zerschlissenen Folie befreit und die restlichen Fassadenteile innerhalb des Fachwerks entfernt. Darauf folgend soll das Fachwerk auf Stabilität geprüft, zum Teil auch ersetzt werden. Nachfolgend soll auch die Fassade provisorisch wiederhergestellt werden. Weitere Schritte des Vorhabens sind zurzeit (Stand 01/2019) noch nicht bekannt.